# Athenian League
The Athenian League var en engelsk fotbollsliga som täckte London med omnejd. 
Den grundades 1912 med nio klubbar men lades 1914 på grund av Första världskriget. När den startade igen 1920 var det bara tre av de ursprungliga klubbarna som återkom. Ungefär en klubb per år lämnade eller kom till ligan och de flesta som lämnade den gick med i Isthmian League som var den starkaste amatörligan i London området. Det totala antalet medlemsklubbar låg ganska stadigt mellan 12 och 16 klubbar fram till 1963 när den absorberade de flesta klubbarna från två rivaliserande ligor Corinthian League och Delphian League. 
De kommande åren förlorade den många klubbar till starkare ligor i synnerhet Isthmian League och Southern Football League. När Isthmian League expanderade i olika omgångar 1973, 1977 och slutligen 1984 tvingades ligan att lägga ned

## Mästare
| Säsong  | Mästare             |
| ------- | ------------------- |
| 1912-13 | Catford Southend    |
| 1913-14 | Tufnell Park        |
| 1914-19 | Första världskriget |
| 1919-20 | Luton Clarence      |
| 1920-21 | St Albans City      |
| 1921-22 | St Albans City      |
| 1922-23 | Bromley             |
| 1923-24 | Kingstonian         |
| 1924-25 | Redhill             |
| 1925-26 | Kingstonian         |
| 1926-27 | Southall            |
| 1927-28 | Sutton United       |
| 1928-29 | Leyton              |
| 1929-30 | Walthamstow Avenue  |
| 1930-31 | Barnet              |
| 1931-32 | Barnet              |
| 1932-33 | Walthamstow Avenue  |
| 1933-34 | Walthamstow Avenue  |
| 1934-35 | Barking             |
| 1935-36 | Romford             |
| 1936-37 | Romford             |
| 1937-38 | Walthamstow Avenue  |
| 1938-39 | Walthamstow Avenue  |
| 1939-45 | Andra världskriget  |
| 1945-46 | Sutton United       |
| 1946-47 | Barnet              |
| 1947-48 | Barnet              |
| 1948-49 | Bromley             |
| 1949-50 | Tooting & Mitcham   |
| 1950-51 | Bromley             |
| 1951-52 | Wealdstone          |
| 1952-53 | Hendon              |
| 1953-54 | Finchley            |
| 1954-55 | Tooting & Mitcham   |
| 1955-56 | Hendon              |
| 1956-57 | Hayes               |
| 1957-58 | Sutton United       |
| 1958-59 | Barnet              |
| 1959-60 | Hounslow Town       |
| 1960-61 | Hendon              |
| 1961-62 | Enfield             |
| 1962-63 | Enfield             |

1963 ligan expanderar till tre divisioner 
| Säsong  | Premier Division Mästare | Division One Mästare | Division Two Mästare |
| ------- | ------------------------ | -------------------- | -------------------- |
| 1963-64 | Barnet                   | Leatherhead          | Tilbury              |
| 1964-65 | Barnet                   | Slough Town          | Harwich & Parkeston  |
| 1965-66 | Leyton                   | Bishop's Stortford   | Croydon Amateurs     |
| 1966-67 | Leyton                   | Hornchurch           | Eastbourne United    |
| 1967-68 | Slough Town              | Cheshunt             | Lewes                |
| 1968-69 | Walton & Hersham         | Tilbury              | Boreham Wood         |
| 1969-70 | Bishop's Stortford       | Lewes                | Horsham              |
| 1970-71 | Dagenham                 | Aveley               | Herne Bay            |
| 1971-72 | Slough Town              | Harlow Town          | Staines Town         |
| 1972-73 | Slough Town              | Horsham              | Ruislip Manor        |

1973 minskar ligan till två divisioner
| Säsong  | Division One Mästare | Division Two Mästare |
| ------- | -------------------- | -------------------- |
| 1973-74 | Boreham Wood         | Alton Town           |
| 1974-75 | Letchworth Town      | Egham Town           |
| 1975-76 | Cheshunt             | Epping Town          |
| 1976-77 | Leyton-Wingate       | Farnborough Town     |

1977 minskar ligan till en divisioner
| Säsong  | Mästare         |
| ------- | --------------- |
| 1977-78 | Billericay Town |
| 1978-79 | Billericay Town |
| 1979-80 | Windsor & Eton  |
| 1980-81 | Windsor & Eton  |
| 1981-82 | Leyton-Wingate  |
| 1982-83 | Newbury Town    |
| 1983-84 | Redhill         |